# Janet Neel
Pour les articles homonymes, voir Neel.
Janet Neel, nom de plume de Janet Neel Cohen, baronne Cohen de Pimlico, née le 4 juillet 1940, en Angleterre, est une femme de lettres britannique, auteure de roman policier. 

## Biographie
Elle fait des études à South Hampstead High School (en) et est diplômé en droit du Newnham College. En 1965, elle commence sa carrière en tant que solliciteur. De 1994 à 1999, elle devient l'un des gouverneurs de la BBC. En 2000, elle est faite baronne Cohen de Pimlico et siège comme pair travailliste à la Chambre des lords.
En 1988, elle publie son premier roman, Death's Bright Angel, grâce auquel elle est lauréate du New Blood Dagger Award 1988. C'est le premier volume d'une série consacrée à John McLeish, un détective-inspecteur en chef, et à sa femme, Francesca Wilson, qui a travaillé dans la fonction publique.
Depuis 2000, elle est membre du Detection Club.

## Œuvre

### Romans signés Janet Neel

#### SérieFrancesca Wilson et John McLeish
- Death's Bright Angel (1988)
- Death on Site (1989)
- Death of a Partner (1991)
- Death Among the Dons (1993)
- A Timely Death (1996)
- To Die For (1998)
- O Gentle Death (2000)

#### Autres romans
- Ticket To Ride (2005)

### Romans signés Janet Cohen
- The Highest Bidder (1992)
- Children of a Harsh Winter (1994)

## Prix et distinctions

### Prix
- New Blood Dagger Award 1988 pour Death’s Bright Angel[2]

### Nominations
- Gold Dagger Award 1991 pour Death of a Partner[2]
- Gold Dagger Award 1991 pour Death Among the Dons[2]